# توم بيرسون (رجل أعمال)
توم بيرسون (بالسويدية: Tom Persson)‏ هو شخصية أعمال سويدي، ولد في 15 مايو 1985 في دانديريد ‏ في السويد.